# Frauenkirche (Dresden)
La Frauenkirche o Església de la Mare de Déu a Dresden és una de les obres cabdals de l'arquitectura barroc protestant. Té la cúpula més gran al nord dels Alps. Certs autors la consideren com l'equivalent protestant de la Basílica de Sant Pere a Roma per als catòlics.

Una primera església sòrbica en estil romànic a l'aleshores poble de Drezdzany va existir des de 1142. Del seu successor gòtic, del qual el primer esment data del 1366, i que va ser enderrocat el 1727 no queda gairebé res. Fins a l'eixample de les muralles de Dresden del segle xvi es trobava extramurs.

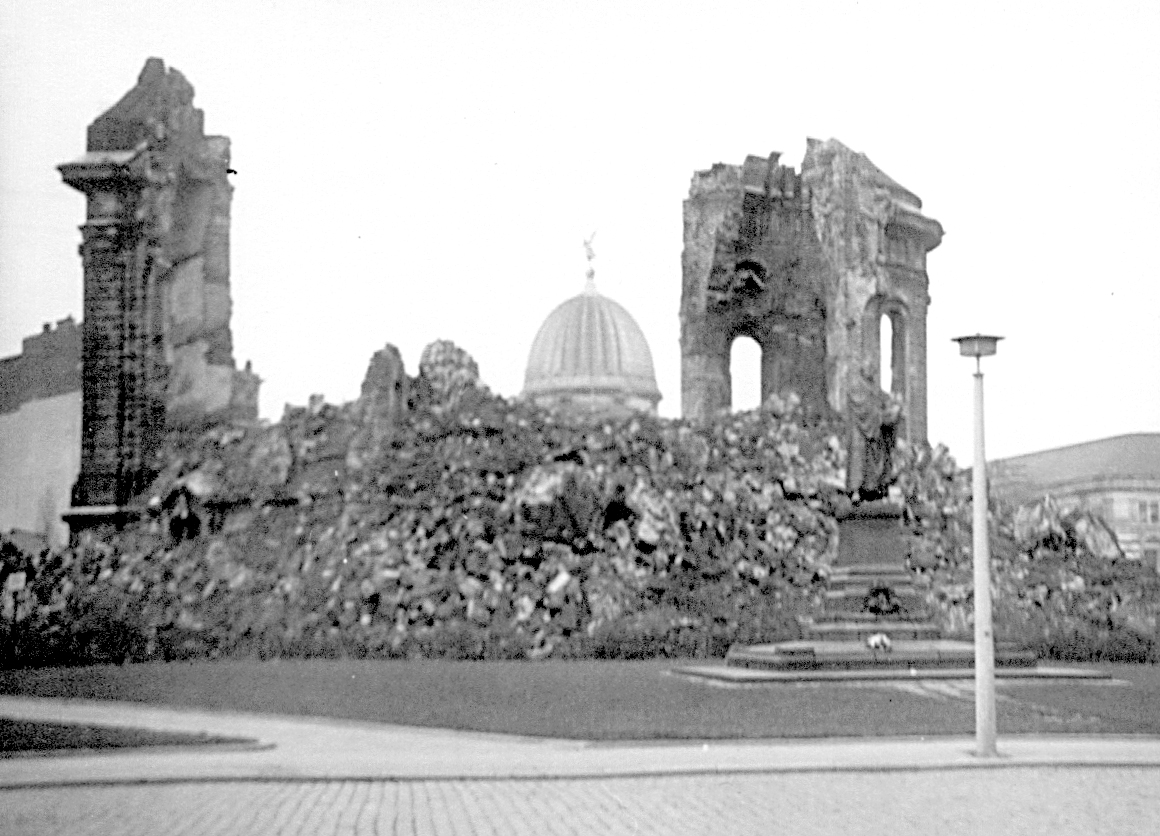
Les ruïnes de l'església el 1970

La nova església va ser construïda entre 1726 i 1738, segons plans de l'arquitecte George Bähr (1666-1738) que va morir poc abans de la inauguració de la seva obra mestre. Va sobreviure sense gaires estralls al bombardeig prussià del 1760, però el bombardeig de Dresden pels aliats de la Segona Guerra Mundial del febrer de 1945 li va ser fatal.
Durant la República Democràtica Alemanya (1945-1990) es van mantenir les ruïnes com un «monument d'advertiment» (Mahnmal) contra els horrors de la guerra. Després de la Wende i la reunificació alemanya es va decidir reconstruir l'església. Part de l'obra va ser finançada per la fundació americana Friends of Dresden, que volia reconciliar i fer perdonar el bombardeig aliat, de poca utilitat militar.